# Zelandalbia imamurai
Zelandalbia imamurai är en kvalsterart som beskrevs av Cook 1983. Zelandalbia imamurai ingår i släktet Zelandalbia och familjen Aturidae. Inga underarter finns listade i Catalogue of Life.